# Estola variegata
Estola variegata là một loài bọ cánh cứng trong họ Cerambycidae.